# Blues piedmoncki
Blues piedmoncki (ang. Piedmont Blues) – regionalny gatunek bluesa rozwijający się na wschodnim wybrzeżu Stanów Zjednoczonych od Richmond do Atlanty w stanach Maryland, Delaware, Wirginia, Pensylwania i Floryda szczególnie jednak w regionie Piedmontu. 
Blues piedmoncki, podobnie do innych wczesnych gatunków bluesa, charakteryzuje metoda palcowania na gitarze, przy użyciu kciuka do grania na strunach basowych, oraz pozostałych palców do grania melodii na strunach wiolinowych- fingerstyle. Charakterystyczna jednak dla granego tą techniką bluesa piedmonckiego, jest wyraźnie zaznaczana synkopa. Na rozwój tego gatunku w większym stopniu niż na inne regionalne gatunki bluesa wpływ miała muzyka białych wykonawców reprezentujących inne style muzyczne. Muzyków bluesa piedmonckiego charakteryzowała duża sprawność i wysokie umiejętności techniczne. Do akompaniamentu wykorzystywane były instrumenty takie jak: banjo, dwunastostrunowa gitara, pianino i harmonijka. 
Do najważniejszych muzyków bluesowych Piedmontu należą: 
- Pink Anderson
- Scrapper Blackwell
- Blind Blake
- Bumble Bee Slim
- Reverend Gary Davis
- Blind Boy Fuller
- Cephas & Wiggins
- "Mississippi" John Hurt
- Skip James
- Lonnie Johnson
- Furry Lewis
- Mance Lipscomb
- Brownie McGhee
- Blind Willie McTell
- Sonny Terry
- Curley Weaver
- Barbecue Bob

## Dyskografia
- Dyskografia bluesowa